# Discoglypha aureifloris
Discoglypha aureifloris är en fjärilsart som beskrevs av W. Warren 1896. Discoglypha aureifloris ingår i släktet Discoglypha och familjen mätare. Inga underarter finns listade i Catalogue of Life.